# Diócesis de Ferns
La diócesis de Ferns (en latín: Dioecesis Fernensis, en inglés: Roman Catholic Diocese of Ferns y en irlandés: Deoise Fearna) es una circunscripción eclesiástica de la Iglesia católica en la República de Irlanda. Se trata de una diócesis latina, sufragánea de la arquidiócesis de Dublín. Desde el 11 de junio de 2021 su obispo es Gerard Nash.

## Territorio y organización

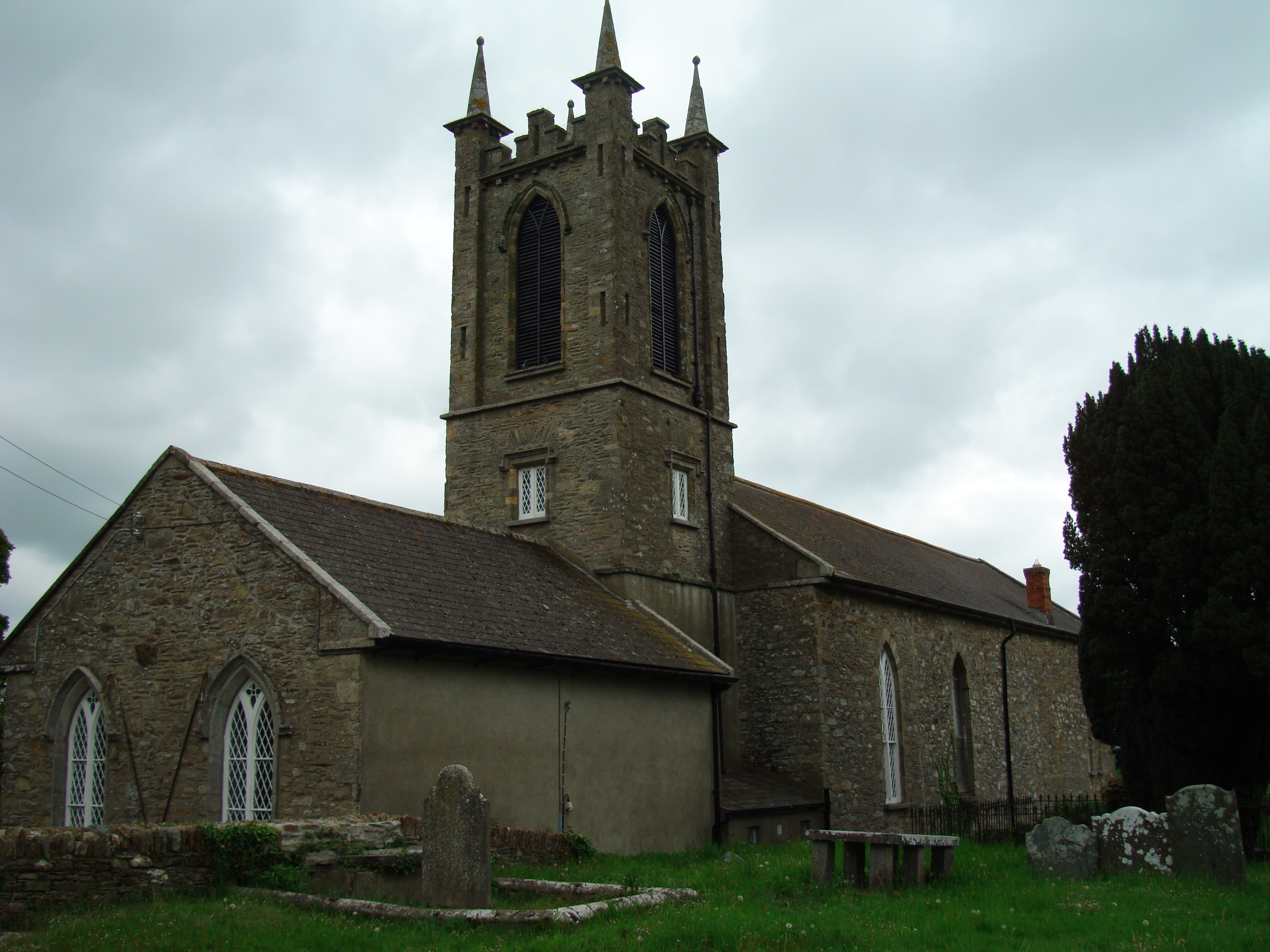
Antigua Catedral de San Aidan, en Ferns, que desde el pertenece a la Iglesia de Irlanda

La diócesis tiene 3000 km² y extiende su jurisdicción sobre los fieles católicos de rito latino residentes en la mayor parte del condado de Wexford y porciones de los condados de Wicklow y Carlow.
La sede de la diócesis se encuentra en la ciudad en el barrio de Summerhill en la ciudad de Wexford, mientras que en Enniscorthy se halla la Catedral de San Aidan. En Ferns se encuentra la antigua Catedral de San Aidan, que desde la Reforma anglicana en el siglo XVI pertenece a la Iglesia de Irlanda.
En 2023 en la diócesis existían 49 parroquias.

## Historia
La erección de la abadía nullius de Ferns (Fearna) se atribuye al año 598, cuando Brandubh, rey de Uí Cinsealaigh (Hy Kinsellagh), cedió un terreno a Aidan (patrono de la diócesis) para la construcción de una iglesia. Aidan fue el primer obispo. No todos los que dirigían la Iglesia de Ferns eran obispos, algunos de ellos eran sólo abades; los obispos llevaban los títulos de Ferns, de Hy Kinsellagh o de Wexford, todos referidos a la misma sede.
En los siglos IX y X, Ferns fue atacada y saqueada al menos en ocho ocasiones por los vikingos. Hasta 1111 la Iglesia irlandesa estuvo estructurada en asentamientos monásticos, cada uno con su propio territorio y jurisdicción. En el Sínodo de Ráth Breasail de 1111 se estableció la diócesis de Ferns o Wexford dentro de sus límites actuales y como sufragánea de Cashel. En el Sínodo de Kells en 1152 Ferns pasó a ser sufragánea de Dublín.
Después de la Reforma protestante de Enrique VIII de Inglaterra, comenzó un largo período de dificultad para los católicos, en un clima de persecución. Tras la muerte del obispo John Purcell, Alexander Devereux fue elegido por le cabildo catedralicio y confirmado por el rey Enrique VIII de Inglaterra y consagrado el 14 de diciembre de 1539 como obispo cismático anglicano. En 1541 y 1542 fueron nombrado dos obispos efímeramente, pero Devereux siguió en el cargo. Cuando la reina católica María II de Inglaterra asumió, por ley del Parlamento del 12 de noviembre de 1554 se derogó el Acta de Supremacía y luego se abolió toda la legislación religiosa aprobada contra el papado a partir de 1529. El obispo Alexander Devereux fue confirmado en el cargo hasta su muerte en 1560. El 19 de octubre de 1566 la reina protestante Isabel I de Inglaterra nombró a John Devereux como obispo de Ferns, continuando la jerarquía anglicana en oposición a la católica hasta que en 1597 se unió con la diócesis de Leighlin formando la diócesis de Ferns y Leighlin de la Iglesia de Irlanda, que continúa hasta hoy. 
En 1581 seis católicos de Wexford fueron martirizados: fueron beatificados el 27 de octubre de 1992. El obispo Peter Power fue privado de los ingresos de la mensa del obispo y murió en el exilio en 1588. Después de su muerte la sede quedó vacante hasta 1624. A mediados del siglo XVII el obispo Nicholas French también se vio obligado a exiliarse en Gante, donde murió.
Durante el episcopado de Ambrose O'Callaghan comenzó el período de las leyes penales irlandesas, que imponían severas restricciones a los católicos. Su sucesor, Nicholas Sweetman, fue encarcelado dos veces por "deslealtad". Un sacerdote de la diócesis de Ferns, John Dixon, que fue deportado a Australia por felonía, se convirtió en el primer prefecto apostólico de Australia en 1804.
Todos los obispos del período posterior a la Reforma protestante vivían en Wexford, hasta que en 1809 la residencia del obispo se trasladó a Enniscorthy con el permiso de la Santa Sede. En el mismo año se inició la construcción de una catedral en la nueva sede del obispado. La mayoría de las iglesias de la diócesis fueron construidas después de la emancipación de los católicos de 1829.
En la segunda mitad del siglo XIX destaca el episcopado de Michael Warren, quien lideró una cruzada contra el alcoholismo y fundó en 1876 la Asociación Católica para la Abstinencia Total.

## Estadísticas
Según el Anuario Pontificio 2024 la diócesis tenía a fines de 2023 un total de 110 593 fieles bautizados.
| Año                                                                             | Población            | Población | Población      | Sacerdotes | Sacerdotes    | Sacerdotes    | Bautizados por sacerdote | Diáconos permanentes | Religiosos | Religiosos | Parroquias |
| Año                                                                             | Bautizados católicos | Total     | % de católicos | Total      | Clero secular | Clero regular | Bautizados por sacerdote | Diáconos permanentes | Varones    | Mujeres    | Parroquias |
| ------------------------------------------------------------------------------- | -------------------- | --------- | -------------- | ---------- | ------------- | ------------- | ------------------------ | -------------------- | ---------- | ---------- | ---------- |
| 1950                                                                            | 92 639               | 98 421    | 94.1           | 158        | 143           | 15            | 586                      |                      | 41         | 530        | 42         |
| 1970                                                                            | 80 000               | 84 000    | 95.2           | 157        | 142           | 15            | 509                      |                      | 50         | 496        | 42         |
| 1980                                                                            | 83 300               | 87 500    | 95.2           | 153        | 138           | 15            | 544                      |                      | 46         | 458        | 48         |
| 1990                                                                            | 99 000               | 103 000   | 96.1           | 151        | 138           | 13            | 655                      |                      | 32         | 286        | 48         |
| 1999                                                                            | 98 000               | 107 000   | 91.6           | 145        | 133           | 12            | 675                      |                      | 12         | 195        | 49         |
| 2000                                                                            | 98 000               | 107 000   | 91.6           | 146        | 135           | 11            | 671                      |                      | 11         | 200        | 49         |
| 2001                                                                            | 98 000               | 107 000   | 91.6           | 142        | 130           | 12            | 690                      |                      | 22         | 201        | 49         |
| 2002                                                                            | 100 446              | 109 446   | 91.8           | 136        | 127           | 9             | 738                      |                      | 19         | 190        | 49         |
| 2003                                                                            | 99 267               | 108 267   | 91.7           | 134        | 126           | 8             | 740                      |                      | 18         | 186        | 49         |
| 2004                                                                            | 99 723               | 108 850   | 91.6           | 137        | 129           | 8             | 727                      |                      | 17         | 181        | 46         |
| 2006                                                                            | 100 208              | 108 179   | 92.6           | 131        | 121           | 10            | 764                      |                      | 18         | 178        | 49         |
| 2011                                                                            | 100 800              | 145 800   | 69.1           | 126        | 109           | 17            | 800                      |                      | 23         | 146        | 49         |
| 2016                                                                            | 100 412              | 114 517   | 87.7           | 116        | 105           | 11            | 865                      |                      | 17         | 134        | 49         |
| 2019                                                                            | 100 679              | 126 277   | 79.7           | 107        | 100           | 7             | 940                      |                      | 11         | 118        | 49         |
| 2021                                                                            | 111 772              | 123 134   | 90.8           | 100        | 95            | 5             | 1117                     | 1                    | 9          | 110        | 49         |
| 2023                                                                            | 110 593              | 125 605   | 88.0           | 89         | 88            | 1             | 1242                     | 1                    | 4          | 72         | 49         |
| Fuente: Catholic-Hierarchy, que a su vez toma los datos del Anuario Pontificio. |                      |           |                |            |               |               |                          |                      |            |            |            |

## Episcopologio

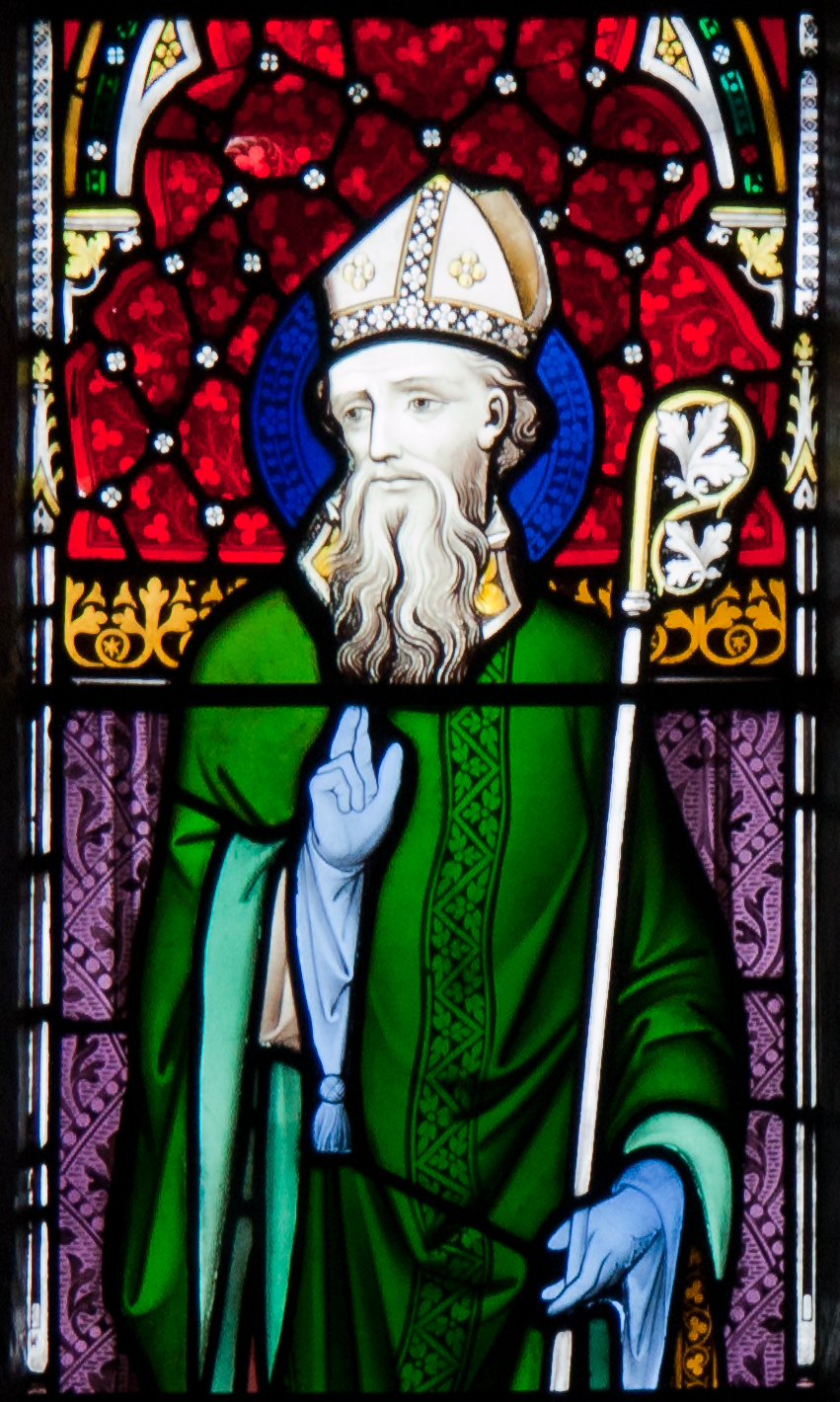
San Aidan, primer obispo de Ferns

- San Aidan † (598-31 de enero de 632 falleció)
- Dacua † (?-652 falleció)
- Tuenoch Mac Fintan † (?-662 falleció)
- Coman † (662-675 falleció)
- Maldogar † (?-676 o 677 falleció)
- Dirath † (?-circa 691 falleció)
- San Moling † (691-17 de junio de 697 falleció)
- Killan I † (?-714 falleció)
- Arectach MacCuanagh † (?-737 falleció)
- MacColgan † (?-744 falleció)
- Reodaigh † (?-758 falleció)
- Dubernracht MacFergus † (?-776 falleció)
- Finnachta † (?-794 falleció)
- Killan II † (?-814 falleció)
- Dermot † (?-868 falleció)
- Laigdene † (?-937 falleció)
- Flathguss † (?-944 falleció)
- Finacht MacLachlan † (?-956 falleció)
- Carbre MacLaigdnen † (?-965 falleció)
- Conan MacCathan † (?-975 falleció)
- Conn O'Laigdnen † (?-996 falleció)
- Cornelius O'Laigdnen † (?-1043 falleció)
- Dermod O'Rudican † (?-1048 falleció)
- Murchad O'Laigdnen † (?-1062 falleció)
- Flan O'Corboy †
- Fogdath O'Haurecain †
- Nelan MacDonegan †
- Ugair O'Laigdnen † (?-1085 falleció)
- Cairbre O'Kearney † (?-1095 falleció)
- Kellach O'Colman † (?-1117 falleció)
- Carthagh O'Maelgebry †
- Melisa O'Cathan †
- Roderick O'Trassy †
- Brigdin O'Cathlan † (?-1155 renunció)
- Joseph O'Hethe † (?-1185 falleció)
- Albin O'Molloy † (1186-1223 falleció)
- John Saint John † (1223-1243 falleció)
- Geoffrey Saint John † (1243-1258 falleció)
- Hugh de Lamport † (10 de julio de 1258 consagrado-23 de mayo de 1282 falleció)
- Richard de Northampton † (13 de junio de 1282-13 de enero de 1303 falleció)
- Simon Hernesby † (22 de junio de 1304-1 de septiembre de 1304 falleció)
- Robert Walrand † (1305-17 de noviembre de 1311 falleció)
- Adam de Northampton † (1312-29 de octubre de 1346 falleció)
- Hugh de Saltu Salmonis † (1347-1347 depuesto)
- Geoffrey Grosseld, O.E.S.A. † (5 de marzo de 1347-22 de octubre de 1348 falleció)
- John Esmond † (1349-1349 depuesto)
- William Charnels, O.P. † (19 de abril de 1350-julio de 1362 falleció)
- Thomas Den † (20 de febrero de 1363-27 de agosto de 1400 falleció)
- Patrick Barrett † (10 de diciembre de 1400-10 de noviembre de 1415 falleció)
- Robert Whitty † (16 de febrero de 1418-? renunció)
- John Purcell I † (4 de octubre de 1457-1479 falleció)
- Lawrence Neville † (26 de octubre de 1479-circa 1503 falleció)
- Edmund Comerford † (1505-abril de 1509 falleció)
- Nicholas Comyn † (3 de agosto de 1509-13 de abril de 1519 nombrado obispo de Waterford y Lismore)
- John Purcell II † (13 de abril de 1519-20 de julio de 1539 falleció)
  - Alexander Devereaux, O.Cist. † (14 de diciembre de 1539 consagrado-12 de noviembre de 1554 derogación del Acta de Supremacía y retorno al catolicismo) (cismático anglicano)
- Bernard Ó Dónaill, O.F.M. † (30 de marzo de 1541-3 de junio de 1541 nombrado obispo de Elphin)
- Gabriel de S. Serio, O.S.B. †	(3 de junio de 1541-5 de mayo de 1542 falleció)
- Alexander Devereaux, O.Cist. † (12 de noviembre de 1554-1560 falleció)
  - Sede vacante (1560-1582)
- Peter Power † (27 de abril de 1582-15 de diciembre de 1587 falleció)
  - Sede vacante (1582-1624)
- John Roche I † (29 de abril de 1624-9 de abril de 1636 falleció)
  - Sede vacante (1636-1645)
- John Roche II † (6 de febrero de 1645-1645 renunció)
- Nicolas Franch † (1645-23 de agosto de 1678 falleció)
- Luke Wadding † (23 de agosto de 1678 por sucesión-1692 falleció)
  - Sede vacante (1692-1697)
- Michael Rossiter † (1 de julio de 1697-1709 falleció)
- John Verdon † (14 de septiembre de 1709-1728 falleció)
- Ambrose O'Callaghan, O.F.M.Ref. † (26 de septiembre de 1729-8 de agosto de 1744 falleció)
- Nicholas Sweetman † (25 de enero de 1745-19 de octubre de 1786 falleció)
- James Caulfield † (19 de octubre de 1786 por sucesión-14 de enero de 1814 falleció)
- Patrick Ryan † (14 de enero de 1814 por sucesión-9 de marzo de 1819 falleció)
- James Keating † (9 de marzo de 1819 por sucesión-7 de septiembre de 1849 falleció)
- Myles Murphy † (27 de noviembre de 1849-13 de agosto de 1856 falleció)
- Thomas Furlong † (9 de enero de 1857-12 de noviembre de 1875 falleció)
- Michael Warren † (14 de marzo de 1876-22 de abril de 1884 falleció)
- James Browne † (8 de julio de 1884-21 de junio de 1917 falleció)
- William Codd † (7 de diciembre de 1917-12 de marzo de 1938 falleció)
- James Staunton † (10 de diciembre de 1938-27 de junio de 1963 falleció)
- Donald J. Herlihy † (30 de octubre de 1964-2 de abril de 1983 falleció)
- Brendan Oliver Comiskey, SS.CC. † (4 de abril de 1984-6 de abril de 2002 renunció)
  - Sede vacante (2002-2006)[nota 1]
- Denis Brennan (1 de marzo de 2006-11 de junio de 2021 retirado)
- Gerard Nash, desde el 11 de junio de 2021